# Secolul al XI-lea

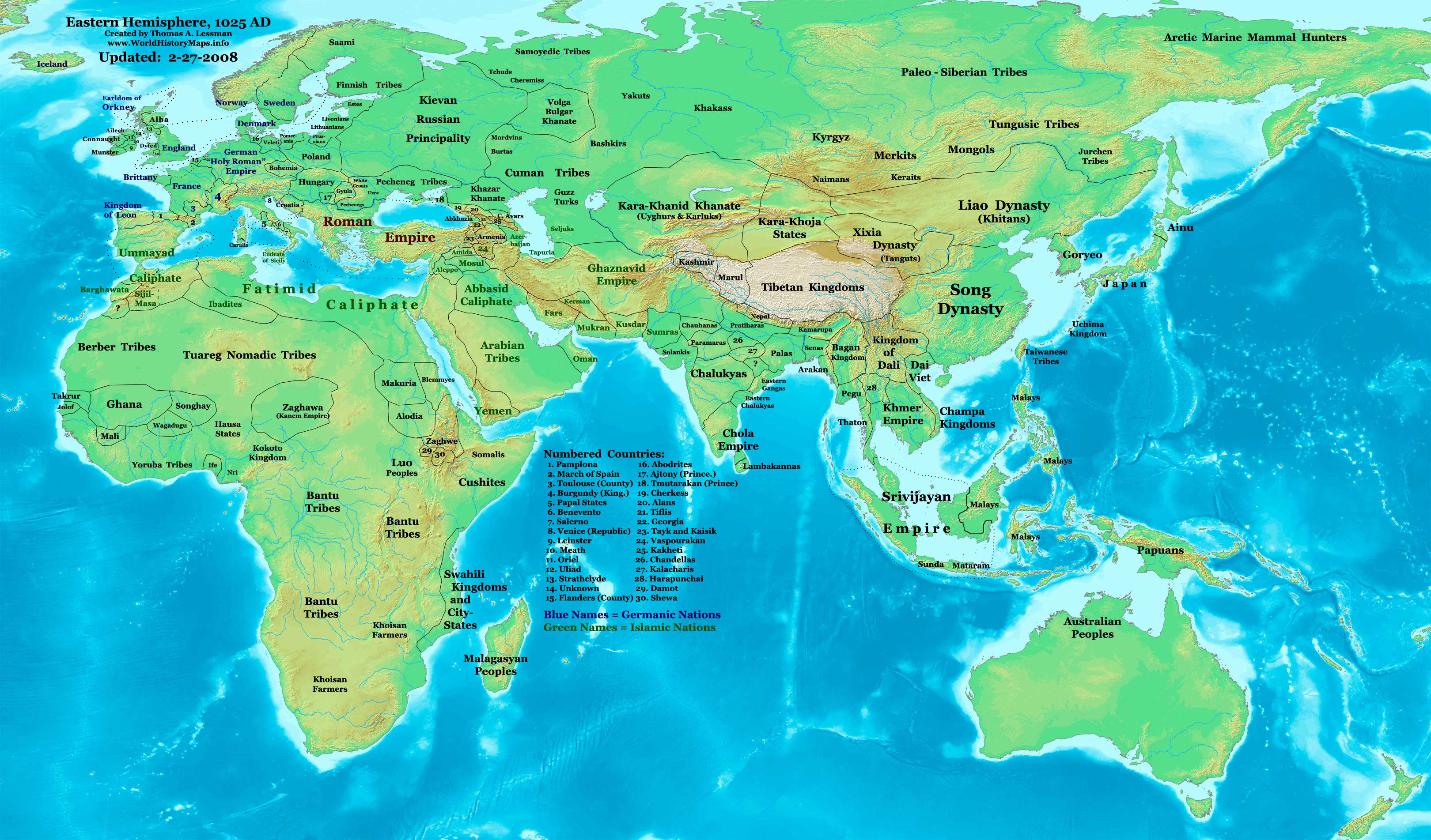
Emisfera estica in 1025

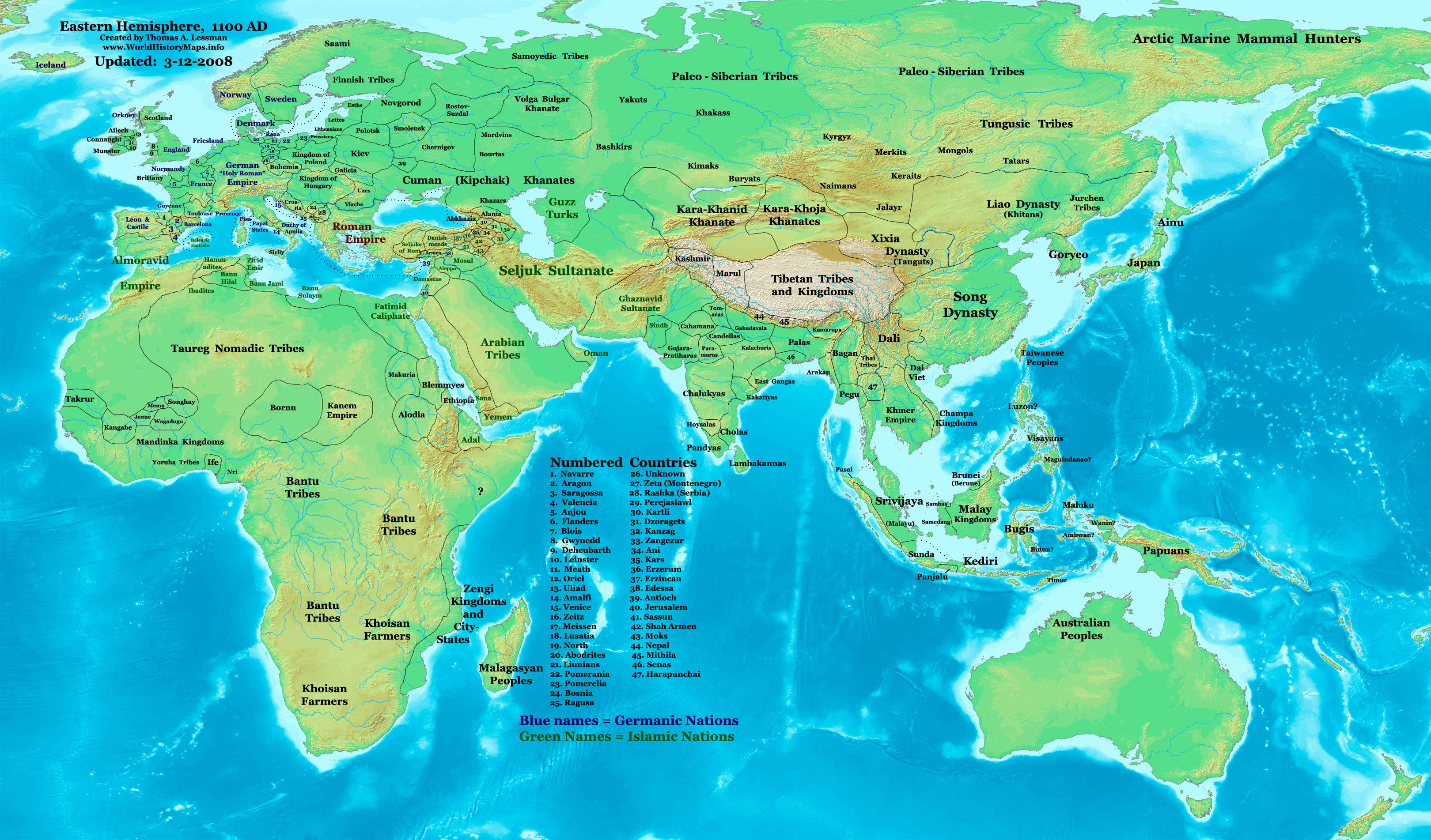
Emisfera estica in 1100

Secolul al XI-lea a cuprins perioada aniilor 1001-1100 în acord cu calendarul iulian. A fost primul secol din mileniul al II-lea din era noastră (din perspectiva creștină).
În istoria culturii europene, perioada este considerată a fi parte a Evului Mediu. Lumea veche a asistat la declinul puterii bizantine și la ascensiunea dominației normande în Europa, alături de rolul influent al nobilimii feudale și al papalității. În nordul Italiei, populația centrelor urbane a crescut, făcându-și apariția capitalismul organizat timpuriu și dezvoltându-se o cultură comercială. 
În China aflată în timpul Dinastiei Song și în lumea islamică, acest secol a marcat apogeul științei, tehnologiei, filosofiei și literaturii. 
Facțiunile rivale în curtea Dinastiei Song au creat conflicte printre oamenii de stat și miniștrii imperiului. 
Imperiul Chola din India și Imperiul Fatimid din Egipt au atins zenitul în influența militară internațională. 
Imperiul Chalukya de Vest, rivalul Chola, a început să prindă puteri spre sfârșitul secolului. În Orientul Mijlociu, turcii selgiucizi își încep ascensiunea pe ruinele Califatului Abbasid. 
În Japonia, clanul Fujiwara a continuat să domine treburile statului. 
În America centrală, civilizația toltecă și cea mixtecă au înflorit, în America de Sud prosperă cultură Huari, iar în America de Nord-cultură Mississippi. 
În Ucraina se dezvoltă principatul Rusiei Kievene. În Coreea înflorea Regatul Goryeo ce înfruntă amenințarea manciuriană Liao. În Vietnam este instaurată Dinastia Ly în timp ce în Myanmar, regatul Pagan era la apogeu militar și politic. 

## Privire asupra secolului
În Istoria Europei, secolul al XI-lea a fost marcat de evenimente și conflicte religioase. Statele din Scandinavia au fost creștinate, în Italia sunt aplicate Reformele Papei Grigore, în 1054 are loc Marea Schismă între Biserica Catolică Apuseană și Biserica Ortodoxă Răsăriteană, iar în Imperiul Romano-German are loc controversa învestiturii, împăratul Henric al IV-lea negând autoritatea Papei, iar în 1096, Papalitatea inițiază Cruciadele prin care cavalerii și nobilii europeni creștini vor cuceri orașe din Orientul Apropiat ca Antiohia și Ierusalim, comițând atrocități. 
Normanzii au uzurpat conducerea lombardă și bizantină în Mezzogiorno, iar în Anglia, în 1066, aceștia pun bazele unui regat centralizat și unificat. Transformările sociale au influențat politicile feudale europene pe parcursul Evului Mediu. 
În Franța, marii nobili dețineau puterea, în special ducii de Aquitania și Normandia. Apar figuri importante ale mișcării intelectuale cunoscută ca Scolastică, ce empatiza argumentele dialectice în disputele teologice asemeni filosofiei clasice. 
În Spania, califii de Cordoba sunt înlocuiți de Almoravizi. Are lor unificarea creștină sub hegemonia Navarei, debutând astfel Reconquista împotriva islamicilor. 
În China, conflictele au continuat între Dinastia Song, Tanguti conduși de Xiâ de Vest și Khitanii dinastiei Liao. Între timp, facțiunile politice rivale s-au dezvoltat la curtea imperială din Kaifeng, Taberele se împărțeau în două: reformatorii de la curte, cunoscuți că Grupul Noilor Politici (Xin Fă), conduși de împăratul Shenzong de Sing și cancelarii Fan Zhongyan și Wang Anshi, și conservatorii conduși de Sima Guang și împărăteasa Dowager Gao, regență împăratului tânăr Zhezong de Song. Știința și tehnologia se dezvoltau, marcate de personalități ca Su Song și Shen Kuo, perioada fiind cunoscută pentru dezvoltarea Pagodei chineze. 
În India, Dinastia Chola a devenit o putere năvală sub lideri ca Rajaraja Chola I și Rajendra Chola I, dominând sudul Indiei, Sri Lanka și regiuni din sud-estul Asiei, ca Thailanda. 
În Japonia, clanul Fujiwara dicta politicile prin regenți imperiali ce controlau acțiunile împăratului japonez, tratat că o marionetă de-a lungul perioadei Heian. 
În Orientul Mijlociu, Imperiul Fatimid din Egipt era de la ascensiune la declin, la fel că și Imperiul Bizantin. Selgiucizii în schimb își făceau debutul pe scenă pe ruinele califatului abbasid. 
În Nigeria se dezvoltă orașe-state, regate și imperii că regatele Hausa și Dinastia Borno în nord, Oyo și regatele Benin în sud. 
În Coreea, conducătorii regatului Goryeo concentrau puterea și autoritatea prin intermediul nobililor, înfruntând însă invaziile khitanilor.

## Evenimente

### Europa de Vest

Grigore al VII-lea și Henric al IV-lea la Canossa

- 1000- Vikingii ajung in Islanda și Danemarca
- 1001: Alungarea lui Otto III din Roma
- 1002: Henric II devine succesorul lui Otto III
- 1016: Contractul testamentar dintre Henric II și Rudolf III
- 1016: Canut cel Mare devine rege al Angliei
- 1024: Conrad II devine regele Imperiului Romano-German
- 1033: Anexarea Burgundiei de către germani
- 1035: Regatul din Spania este împărțit în Navara, Aragon și Castilia
- 1039: Henric III este ales regele Imperiului Romano-German
- 1046- Alegerea Papei Clement II
- 1049-1054: Pontificatul lui Leon IX
- 1050: Începutul controversei învestiturii papale
- 1054 – Marea Schismă prin care Biserica Ortodoxă se separă de Biserica Catolică
- 1056: Henric IV devine regele Imperiului Romano-German
- 1057- Uciderea uzurpatorului scotian Macbeth
- 1059: Robert Guiscard devine duce de Puglia și Calabria
- 1066 – Ducele Normandiei, William Cuceritorul cucerește Anglia
- Bătălia de la Hastings.
- 25 decembrie 1066 - William Cuceritorul este încoronat ca rege al Angliei, sub numele de William I.
- 1071: Încheierea cuceririi Angliei
- 1073-1085: Pontificatul lui Grigore VII/Reforma de la Cluny
- 1076: Conciliul de la Worms
- 1077: Drumul de la Canossa
- 1080: Victoria lui Henric IV asupra lui Rudolf de Suabia
- 1085: Alfonso VI cucerește Toledo
- 1086: Jurământul de credință de la Salisbury
- 1086-1087: Domesday Book
- 1087- Moartea lui William I
- 1095: Conciliul de la Clermont

### Europa de Est
- Surse bizantine, ungare, slave și, mai târziu, occidentale, menționează existența entităților statale ale populației românești (cnezate și voievodate) în Transilvania și Dobrogea
- Este întemeiată episcopia romano-catolică de la Alba Iulia.
- 1001: Ștefan I devine primul rege al Ungariei
- 1014: Victoria lui Boris II asupra bulgarilor din vest
- 1018: Bizanțul anexează Bulgaria
- 1024: Boleslav I cel Viteaz devine regele Poloniei
- 1036: Iaroslav cel Ințelept consolideaza Rusia Kieveana
- 1054: Moartea lui Iaroslav
- 1071: Bătălia de la Manzikert
- 1076: Demetrius Zvonimir este încoronat rege al Croației de către Papă
- 1096: Bizantul recucerește regiuni din Asia Mică

### Lumea araba
- 1005: Ultimul Conducător Samanid

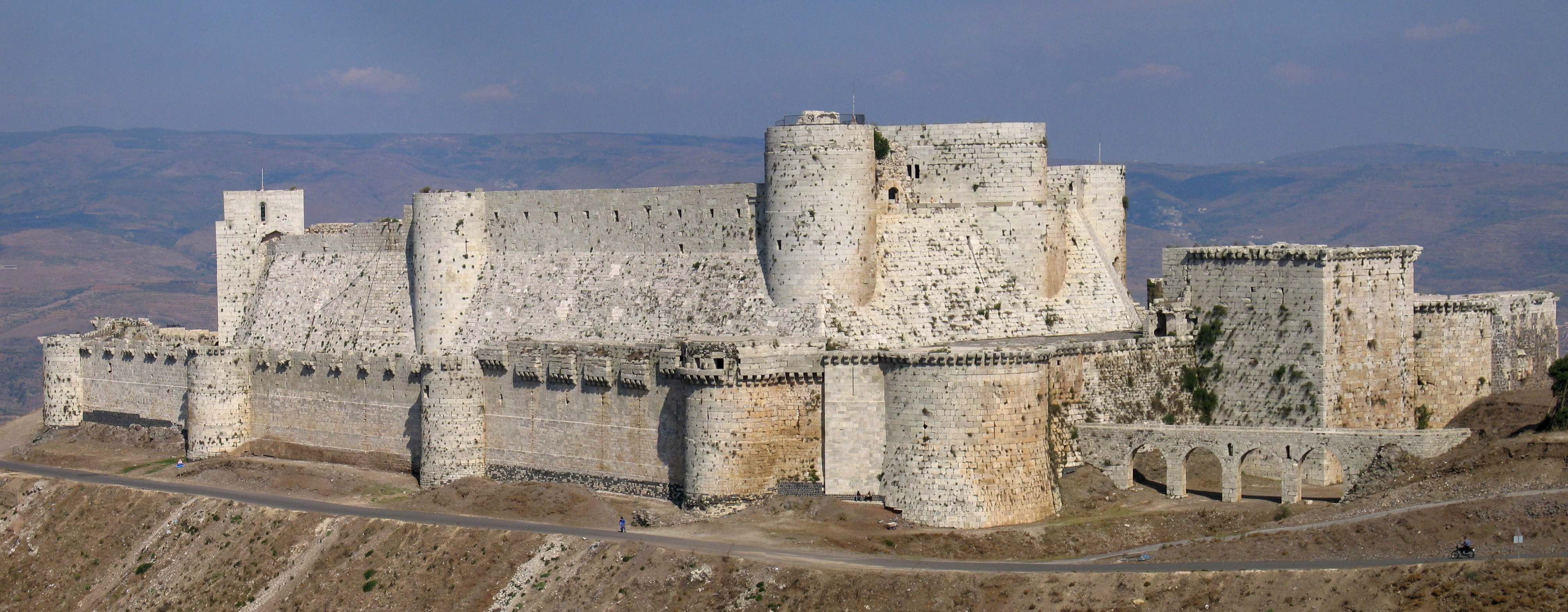
Krak des chevaliers

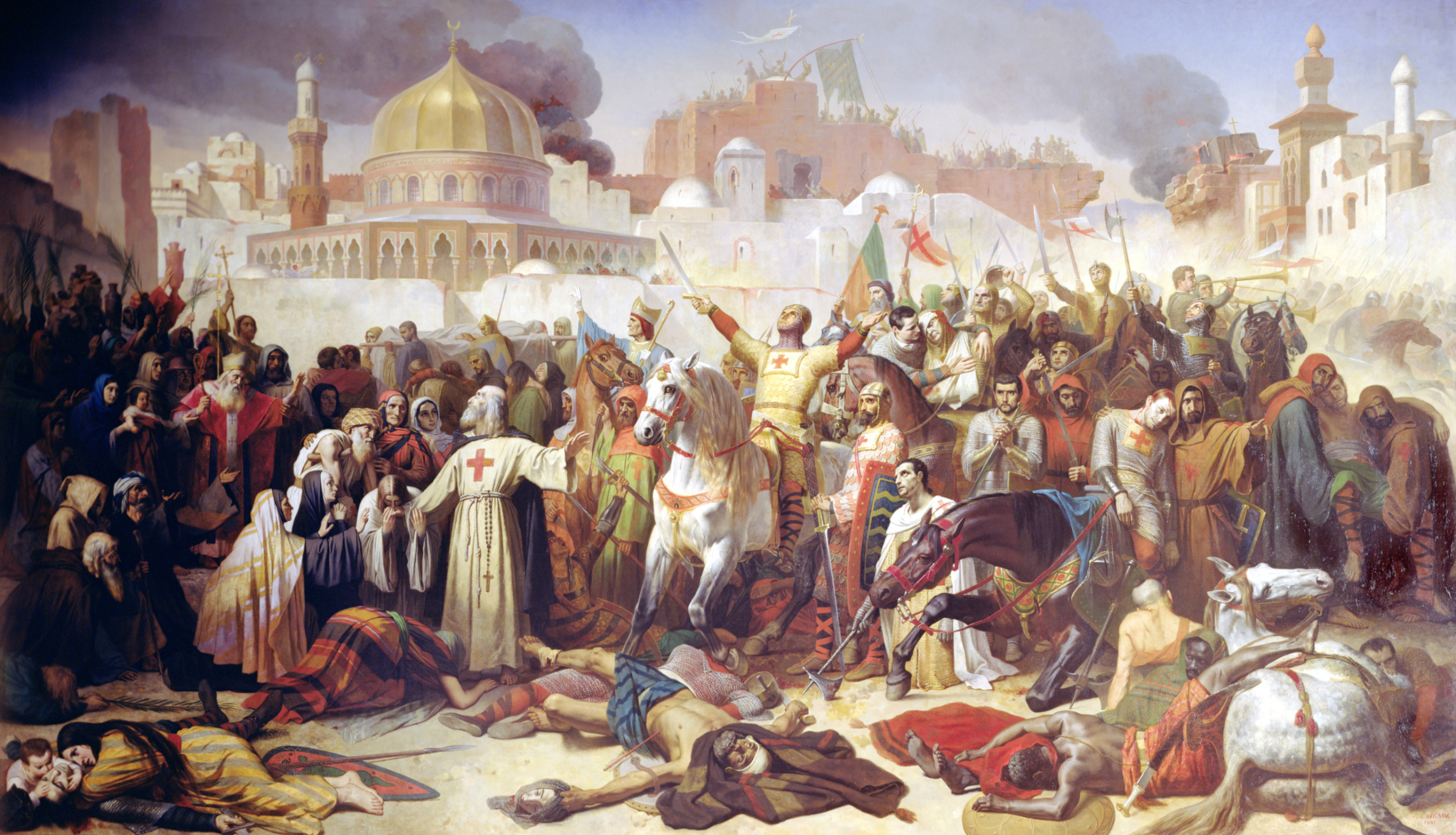
Cucerirea Ierusalimului

- 1017-1021: Inființarea religiei druzilor care îl venerează ca zeu pe califul al-Hakim
- 1031: Sfârșitul Califatului Cordobei
- 1031: Ultimul Calif Omeiad pierde puterea
- 1036-1037: Selgiucizii cuceresc Siria și Palestina
- 1042: Selgiucizii cuceresc vestul Iranului
- 1055: Toghirul I Beg capturează Bagdadul
- 1056-1062: Buwayhizii sunt alungați din Bagdad
- 1063: Sultanatul lui Alp Arsalan
- 1092: Asasinarea lui Nizam al-Mulk

### Cruciadele
- 1074-Cand turcii seledjucizi au invadat Imperiul Bizantin și Siria,masacrand populatia,distrugand sau profanand bisericile și luand in sclavie mii de crestini,papa Grigore al VII-lea si-a exprimat intentia de a organiza o expeditie pentru eliberarea Ierusalimului,facand apel la principii crestini, dar papa moare, iar ideea lui este continuată în anul 1096 de către Papa Urban al II-lea.
- 1096-1099 – Are loc prima cruciadă
- 1096:Inceputul Cruciadelor-Prima Cruciada
- 1097:Batalia de la Dorylaeum
- 1098:Cucerirea Antiohiei
- 1099:Cucerirea Ierusalimului

### Africa
- 1000:Africa Subsahariana adopta Islamul
- 1082:Berberii cuceresc Algerul
- Almoravizii distrug Ghana
- Ascensiunea Imperiului Mali

### Orientul Extrem
- 1001:Cucerirea Indiei de catre Mahmud din Ghazna
- 1009-1225:Dinastia Ly in Dai Viet

## Oameni importanți

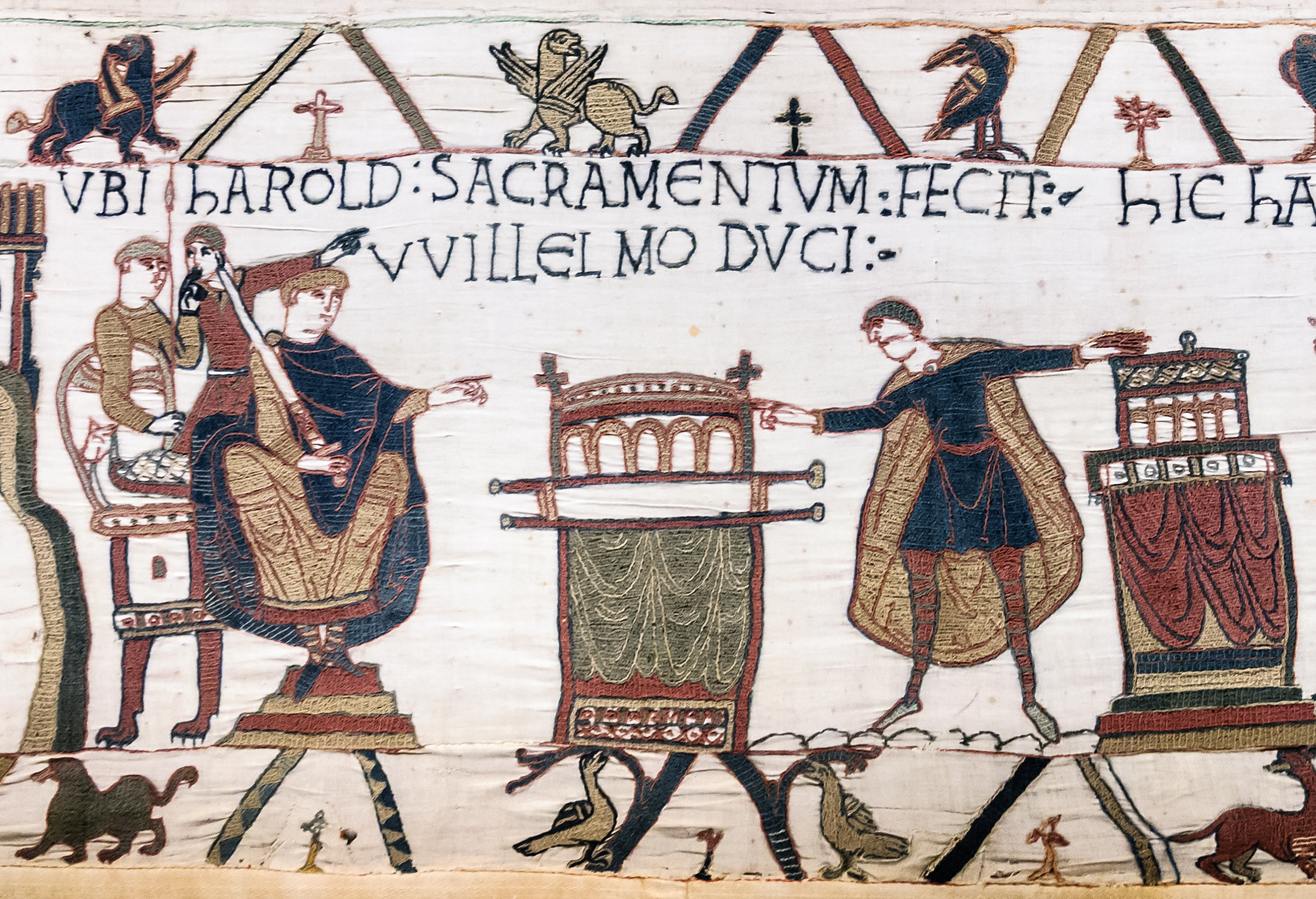
Harold și William Cuceritorul

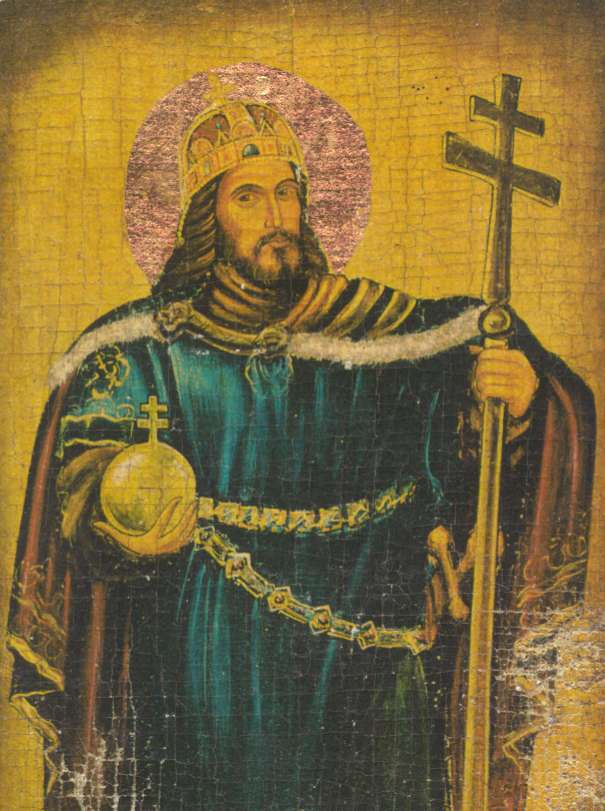
Stefan cel Sfant

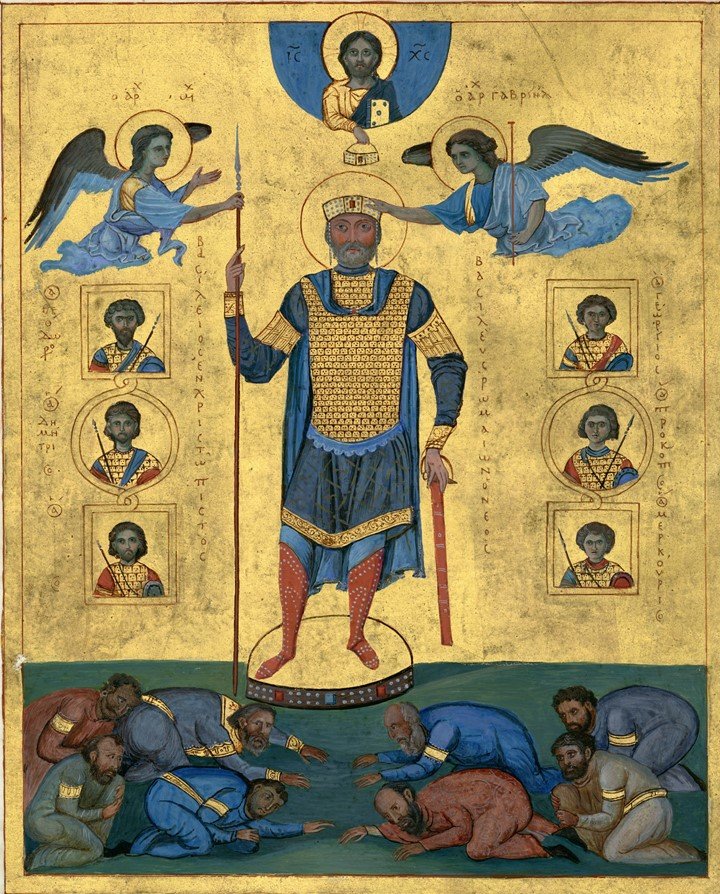
Basilios II

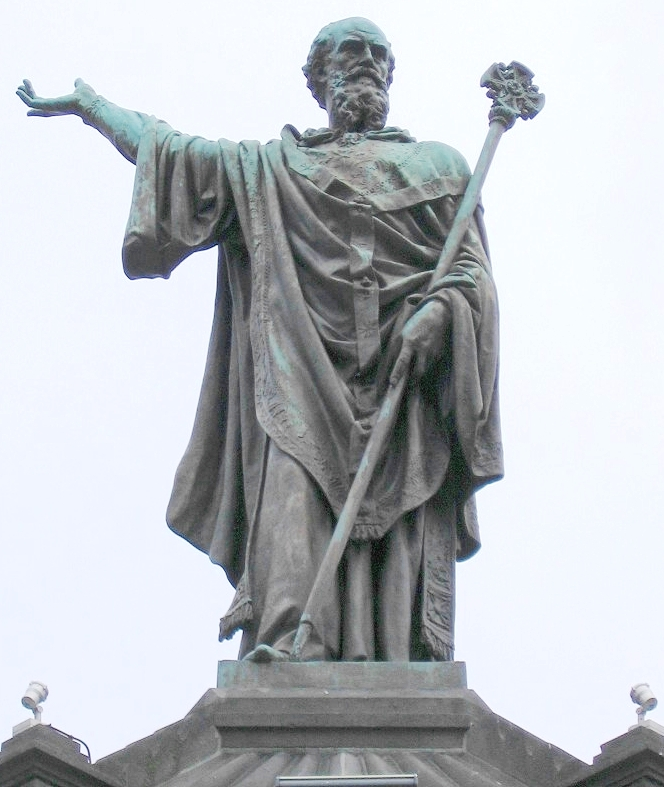
UrbanII

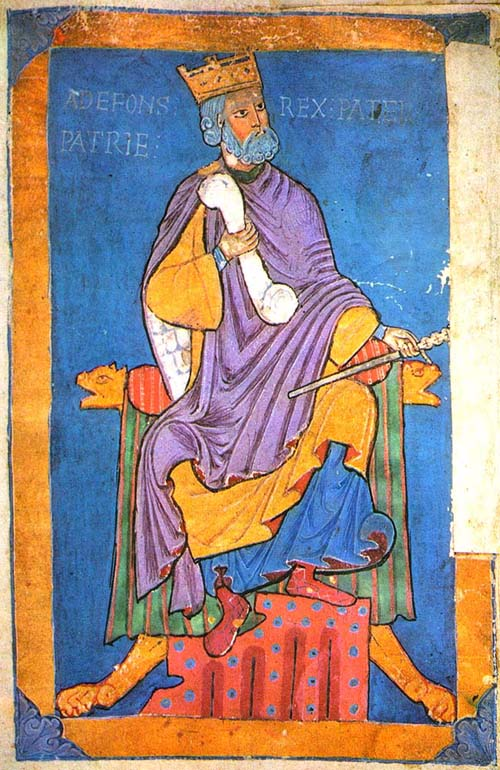
Alfonso VI de Castile

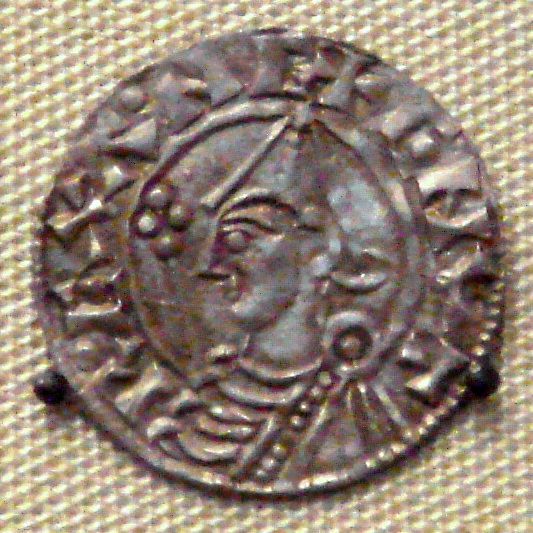
Cnut cel Mare

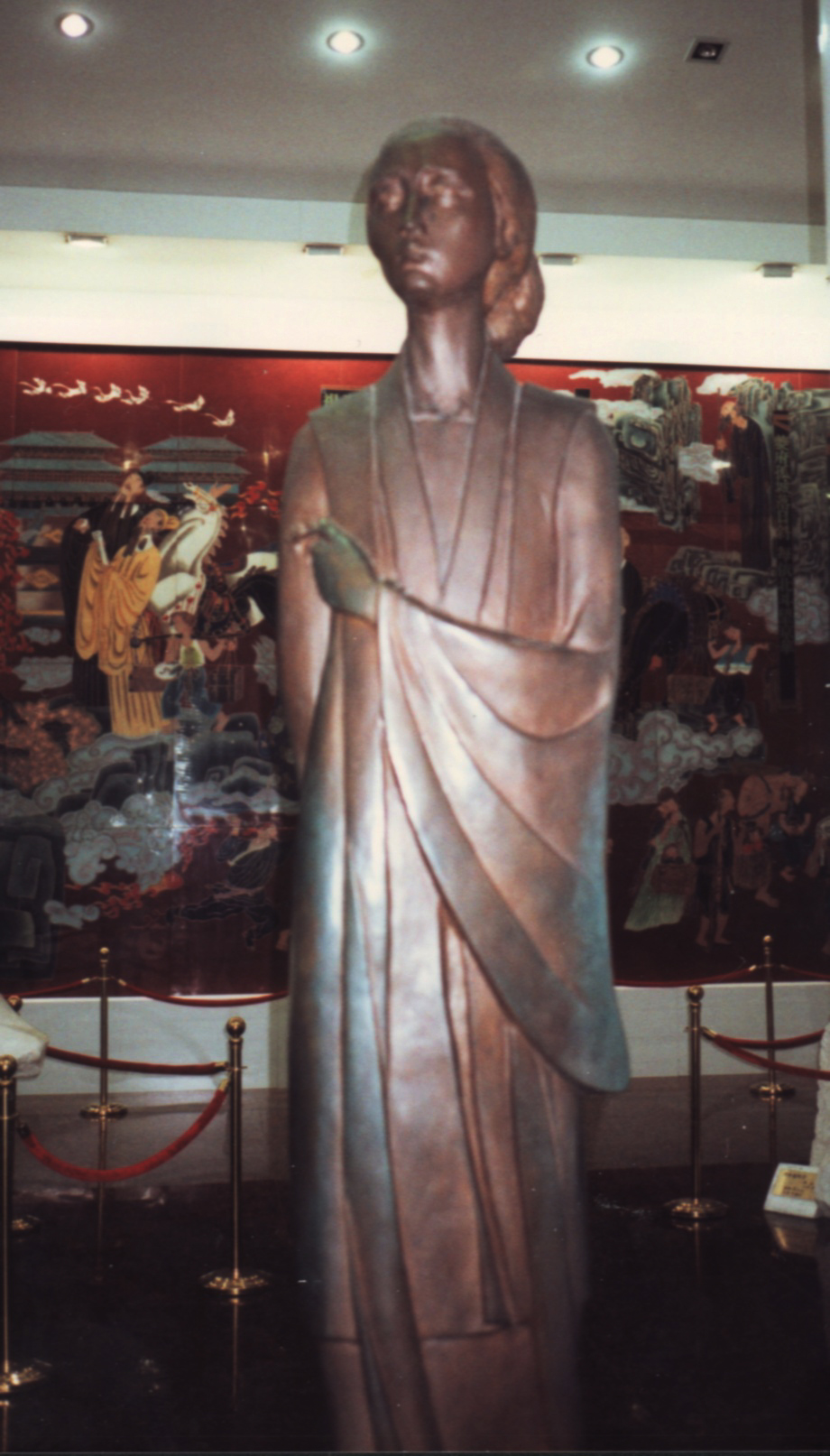
Li Qingzhao

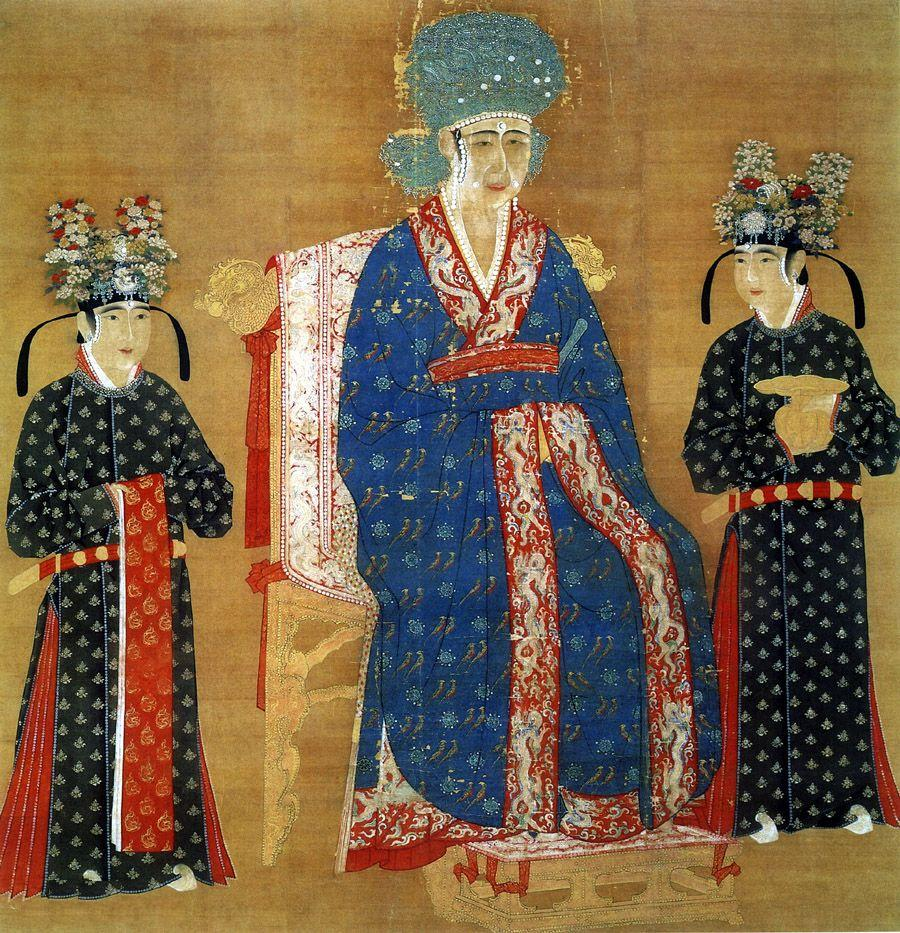
Imparateasa Cao

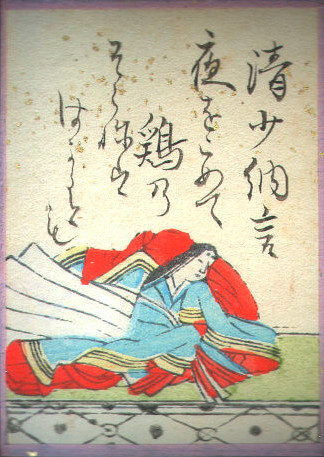
Hyakuninisshu

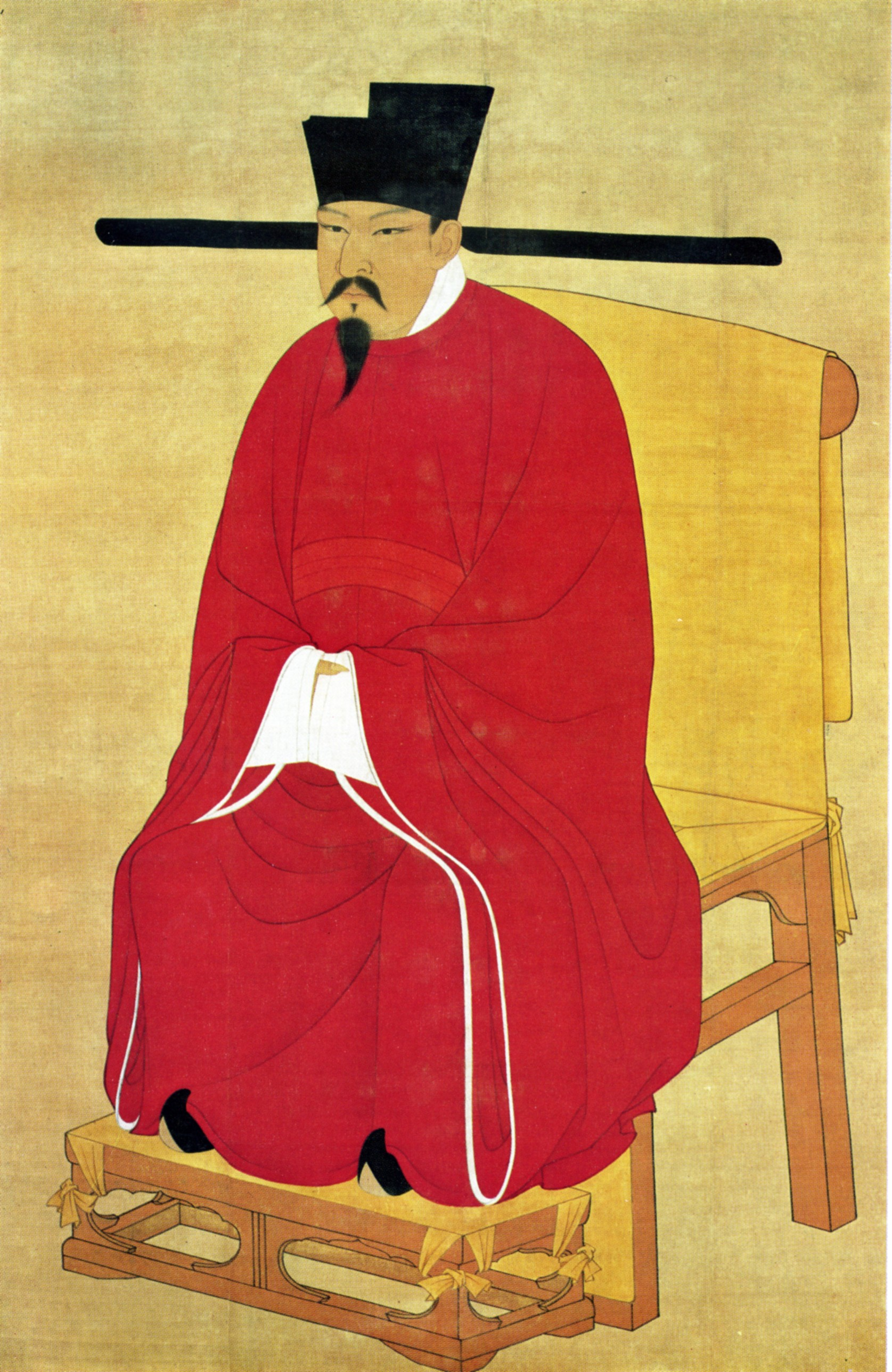
Shenzong de Song

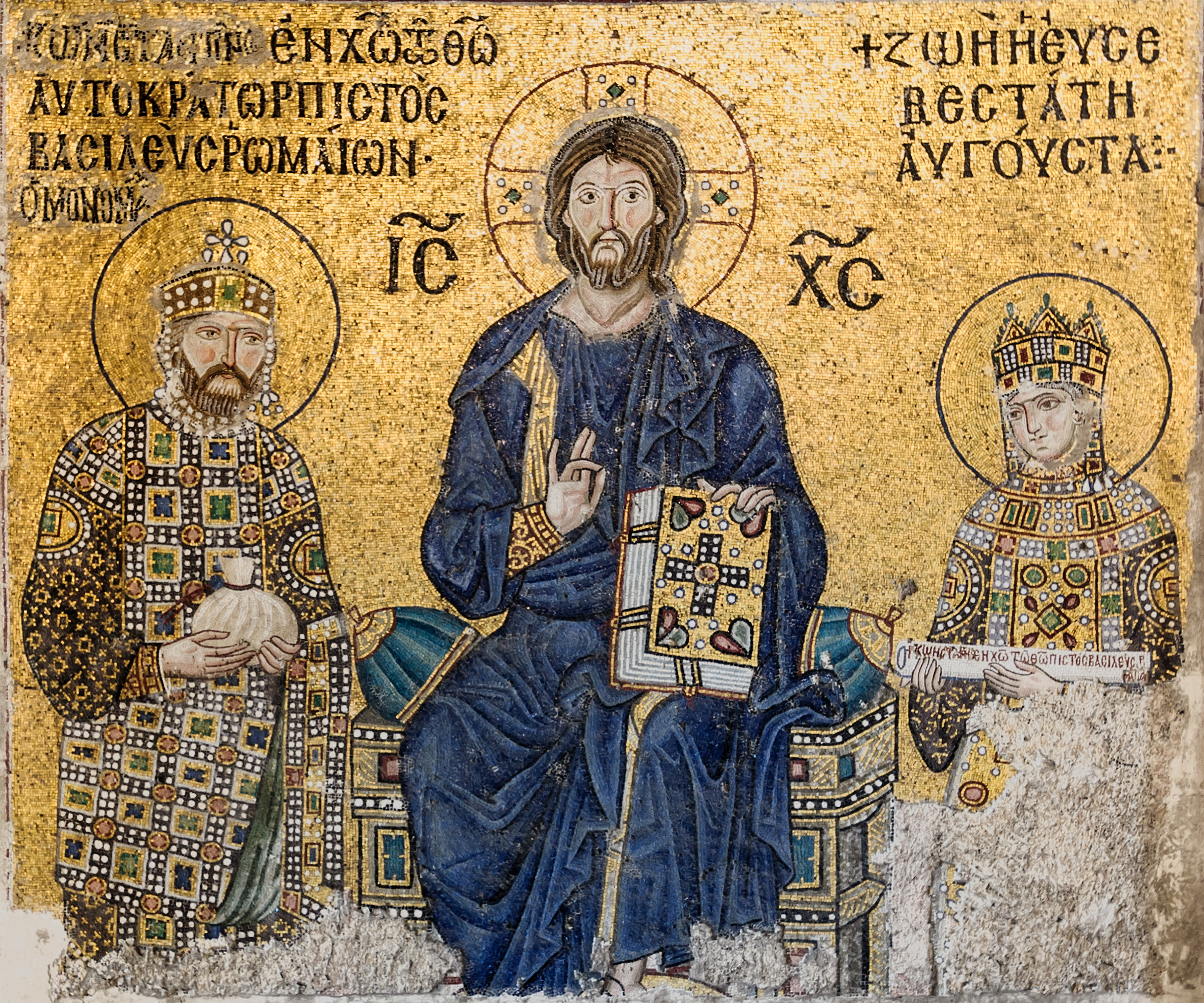
Imparatul Constantin IX și Imparateasa Zoe

- Avicenna (980-1037), medic și filozof arab, autor al Canonului medicinii.
- William Cuceritorul (1027 - 1087), duce al Normandiei (1035 - 1087) și rege al Angliei (1066 - 1087)
- Mathilde de Flandra, ducesă a Normandiei, apoi și regină a Angliei, soția lui William I (William Cuceritorul), cunoscută prin celebra Tapiserie de 70 de metri (care îi este atribuită și care acum se păstrează la Bayeux (Franța)).
- Abhinavagupta, filosof indian, logician, muzician, poet și dramaturg din regiunea Kashmir
- Abraham bar Hiyya, filozof evreu, astronom și matematician de la Catalonia
- Abu al-Hasan "Ali ABI Sa'id 'Abd al-Rahman ibn Ahmad ibn al-Yunus Sadafi al-Misri, matematician și astronom egiptean
- Abu 'Ali al-Hasan ibn al-Haytham (aka Alhazen sau Alhacen), irakian polymath: om de știință, fizician, cercetător în optica, astronom, inginer, inventator, matematician, medic, oftalmolog, filosof islamic, psiholog și teolog islamic
- Abu 'Ali al-Husayn ibn Sina (Avicenna alias), persan polymath: medic, filosof, om de știință, astronom, chimist, geolog, Hafiz, logician, matematician, fizician, poet, psiholog, Sheikh, soldat, de stat și teolog islamic
- Abu al-Qasim al-Zahrawi (alias Abulcasis), medic chirurg
- Abū Ishaq Ibrahim Al-Zarqālī (alias Arzachel), matematician și astronom
- Abu Mansur Nasr, matematician irakian
- Abū Rayhān Al-Bīrūnī, persan polymath: om de știință, antropolog, istoric, sociolog, astronom, chimist, enciclopedist, geodez, geolog geograf, filosof și teolog islamic, matematician, fizician, psiholog, farmacist, profesor și călător
- Adalbold II din Utrecht, episcopul de Utrecht și matematician
- Ademar de Chabannes, călugăr francez, scriitor, istoric, și compozitor
- Aelgifu din Northampton, soția lui Canute cel Mare
- Agnes, împărăteasa, regent al Sfântului Imperiu Roman
- Anawrahta, conducător al Regatului Pagan
- Anselm din Laon, teolog francez
- Al-Ghazali (alias Algazel), celebrul savant musulman
- Al-Karaji, matematician și inginer persan
- Al-Muqtadi, Calif Abbasid
- Al-Qadir, Calif Abbasid
- Al-Qa'im, Calif Abbasid
- Al-Sijzi, matematician și astronom persan
- Alexandru al II-lea, Papa
- Alexios I Komnenos, împăratul bizantin
- Alfonso VI din Castilia, conducator de Castilia
- Ali ibn Ahmad al-Nasawī, matematician persan care a comentat lucrările grecești lui Arhimede
- Alp Arslan, conducător selgiucid
- Alusian, domnitor al Bulgariei
- Anno al II-lea, Arhiepiscop de Köln
- Sfântul Anselm, fondatorul reputat de scolastică și creator al argumentului ontologic
- Atisha, influent profesor budist în Tibet
- Bagrat III, rege al Georgiei
- Bagrat IV, regele din Georgia
- Bao Zheng, din China judecător și primarul de Kaifeng
- Vasile al II-lea, împăratul bizantin
- Papa Benedict al VIII, Papa
- Benedict al IX, Papa
- Berengar din Tours, teolog francez
- Bernard II Tumapaler de Gascony, Duce de Gascony
- Bhoja, un rege filosof și polimat de Malwa în India
- Bilhana, poet din India
- Bohemond I al Antiohiei, comandantul cruciat, din Calabria
- Brian Boru, regele Irlandei
- Burchard al II-lea, episcopul de Halberstadt
- Byrhtferth, călugăr și filozof
- Cai Jing, cancelar chinez al dinastiei Song
- Cai Xiang, poet, savant, caligraf, inginer structurale, și oficial
- Canut cel Mare domnitor, din Anglia, Danemarca, Norvegia, Suedia
- Clement al II-lea, Papa
- Clement III, Antipapa
- Constantin VIII, împărat bizantin
- Constantin X, împărat bizantin
- Constantin Africa, medic și traducător de medicină antică
- Conrad al II-lea a Sfântului Imperiu Roman
- Constantin al IX-lea Monomahul, împăratul bizantin
- Yi Cheng, filozof chinez
- Chongzong împăratul, conducător din nord-vestul Chinei (Xia de Vest)
- Damasus al II-lea, Papa
- Daozong împăratul, conducător din nord-estul Chinei (dinastiei Liao)
- Dimitrie Zvonimir din Croația, conducător de Croația
- Deokjong de Goryeo, rege din Coreea
- Edith de Wessex, Regina de Wessex
- Edward Confesorul, rege al Angliei
- Opt Deer Jaguar cu gheare, domnitorul a Mixtecilor în Mezoamerica
- Eilmer de Malmesbury, un călugăr benedictin care a încercat să zboare cu aripi mecanice
- El Cid (Rodrigo Diaz de Vivar), nobil castilian
- Emma de Normandia, soția lui Canut cel Mare
- Efrem al Pereyaslavlui de Est – sfânt creștin ortodox, episcop de Pereyaslav
- Ethelred cel nepregătit – rege în Anglia
- Fan Kuan, peisagist chinez
- Fan Zhongyan, cancelar
- Ferdinand I de León, împăratul Hispaniei
- Fujiwara Michinaga, regent puternic din Japonia
- Fujiwara nu Yorimichi, nobil și regent
- Gang Gam-chan, general al dinastiei Goryeo
- Gang Jo, general al dinastiei Goryeo
- George I, regele din Georgia
- George II, rege al Georgiei
- George Maniaces, general
- Gilbert de la Porrée, scolastic logician și teolog
- Giorgi Mtatsmindeli, figura elesiastică
- Du-te-Ichijō, împăratul Japoniei
- Du-te-Reizei, împăratul Japoniei
- Du-te-Sanjo, împăratul Japoniei
- Go-Suzaku, împăratul Japoniei
- Godfrey de Bouillon, Duce de Lorena de Jos și cruciat
- Godfrey III, Duce de Lorena de Jos
- Godwin, Earl de Wessex
- Grigorie al VII, Papă
- Gavril Radomir, împăratul din Bulgaria
- Guido de Arezzo, teoretician de muzică italiană
- Guo Xi, un pictor chinez
- Guy I de Ponthieu, contele de Ponthieu
- Gytha Thorkelsdóttir, soția lui Godwin, Earl de Wessex
- Gytha de Wessex, soția lui Vladimir al II-lea Monomakh
- Hamid al-Din al-Kirmani, un persan misionar la Califatul Fatimid
- Harald Hardrada, regele Norvegiei
- Han Shizhong, militar chinez
- Harold Godwinson, Rege al Angliei
- Henric I al Franței, rege
- Henric al III, Împărat al Sfântului Imperiu Roman
- Henric al IV, împăratul Sfântului Imperiu Roman
- Hereward Wake, haiduc englez
- Heribert din Köln, Arhiepiscop de Köln
- Hermann Reichenau, compozitor german, teoretician in muzica, matematician, astronom
- Ilarion de Kiev, primul non-grec Mitropolit al Kievului
- Hisham II, Calif de Córdoba
- Hisham III, Calif de Córdoba
- Honorius al II-lea, Antipapa
- Horikawa, împăratul Japoniei
- Huang Tingjian, caligraf chinez și pictor
- Hugo a Châteauneuf, teolog francez, episcop de Grenoble, partizan al reformei gregoriene
- Hugo de St. Victor, filozof din Saxonia
- Hugo a Vermandois, contele de Vermandois, cruciat
- Huizong împăratul, conducător de nord-vestul Chinei (Xia de Vest)
- Hyeonjong de Goryeo, rege din Coreea
- Ichijō, împăratul Japoniei
- Isaac i-am Komnenos, împăratul bizantin
- Isaac Ibn Ghiyyat, rabin din Spania
- Ísleifur Gissurarson, primul episcop din Islanda
- Ivan Vladislav, împărat al Bulgariei
- Jayasimha al II-lea, domnitorul a Chalukya Western Empire
- Jeongjong a II-a Goryeo, rege al Coreei
- Jia Xian, matematician chinez
- Jingzong împăratul, conducător de nord-vestul Chinei (Xia de Vest)
- Jōchō, celebru sculptor japonez
- Ioan eunucul, eunuc sub imparatul bizantin Roman III
- John Doukas, Cezar, fratele mai mic și consilier la Constantin X al Bizanțului
- John Italus, filozof grec bizantin
- Skylitzes John, istoric bizantin
- Joseph Ibn Naghrela, vizir de Andaluzia
- Kim Bu-Sik, istoric coreean a dinastiei Goryeo
- Kim Mu-Che, savant coreean a dinastiei Goryeo care a deschis unități de învățământ, care rivalizau cu Gukjagam
- Kushyar Ibn Labban, matematician persan, astronom, geograf
- Matilda de Toscana- lider militar din Italia
- Lanfranc, arhiepiscop de Canterbury
- Leif Eriksson, primul explorator european în America de Nord
- Leon al IX, Papă
- Li Jiqian, rebel chinez
- Doamna Li Qingzhao, poet și scriitor
- Liparit IV Bagvashi, Duce de Kldekari
- Ma'ad Al-Mustansir Billah, calif Fatimid
- Magnus Barefoot, regele Norvegiei
- Magnus cel bun, regele de Norvegia și Danemarca
- Macbeth, conducător al Scoției
- Malik Shah I, domn selgiucid
- Mansur Ibn Nasir, conducător al Hammadid în Algeria
- Mariam de Vaspurakan, văduvă și regenta al Regatului Georgia
- Maslamah Ibn Ahmad Al-Majriti, astronom arab, chimist, matematician și cărturar
- Matilda de Toscana, nobila militant italian
- MIE Yaochen, poet și funcționar
- Melus din Bari, nobil Lombard
- Mi Fu, pictor chinez, poet, caligraf
- Mihail I Cerularie, Patriarhul Constantinopolului, care a fost implicat în schisma Est-Vest
- Michael IV, împărat bizantin
- Michael V, împărat bizantin
- Michael VI, împărat bizantin
- Mihail VII, împărat bizantin
- Mihail Psellos, scriitor bizantin, filozof, oficial, și istoric
- Milarepa, poet tibetan, yoghin, și membru al școlii Kagyu a budismului tibetan
- Minamoto no Yorimitsu, un guvernator și comandant loial clanului Fujiwara
- Minamoto no Yorinobu, un samurai din clanul Minamoto
- Mokjong de Goryeo, regele din Coreea
- Moise ibn Ezra, filozof evreu, poet, lingvist din Spania
- Mu'ayyad fi'l-Din al-Shirazi, teolog persan servind Fatimid
- Muhammad Ibn Al Abbad Mutamid, ultimul domnitor Abbadid
- Munjong de Goryeo, regele din Coreea
- Murasaki Shikibu, scriitor japonez feminin, primul romancier
- Împărăteasa chineză Cao, soția împăratului Renzong de Song.
- Lady Sei Shōnagon
- Împăratul Shenzong de Song
- Papa Urban al II-lea de la Roma
- Iaroslav I cel Înțelept a Rusiei Kievene
- Nasir Khusraw, poet persan, teolog, filosof, și călător
- Nicolae al II-lea, Papă
- Nichifor III, împărat bizantin
- Notker Labeo, matematician, primul comentator medieval pe Aristotel, și călugăr benedictin de la St Gallen, Elveția
- Odo de Bayeux, Norman englez episcop și Earl
- Olaf al II-lea, Regele Norvegiei
- Omar Khayyam, poet persan, matematician, filozof și astronom
- Otrok, Khan al Kipchakilor
- Ouyang Xiu, istoric, arheologic epigapher, eseist, poet
- Pascal al II-lea, Papă
- Peter Abelard, filozof francez și logician
- Petru Damian, cardinal și Doctor al Bisericii
- Peter Delyan, lider al revoltei împotriva Imperiului Bizantin
- Peter Kresimir IV din Croația, regele din Croația și Dalmația
- Petru Eremitul
- Peter Urseolo, rege al Ungariei
- Filip I al Franței
- Rajaraja Chola I, domn al Tamil Nadu (sudul Indiei) și Sri Lanka
- Rajendra Chola I, domn al Tamil Nadu (sudul Indiei) și Sri Lanka
- Rajadhiraja Chola, domnitorul Cholas
- Rajendra Chola al II-lea, domnitorul Cholas
- Ramanuja, indian teolog, filosof, și liderul spiritual
- Raymond IV din Toulouse, Duce de Narbonne și cruciat
- Renzong împăratul, conducător de China
- Richard al II-lea, Duce de Normandia
- Rober, Sfântul, fondator al Cistercianilor
- Robert al II-lea, contele de Flandra, cruciat
- Robert al II-lea al Franței, rege
- Robert de Jumièges, Arhiepiscopul de Canterbury
- Robert Guiscard, cuceritor Norman din sudul Italiei și Sicilia
- Roman III, împărat bizantin
- Roman IV, împăratul bizantin
- Samuel Aba, rege al Ungariei
- Samuil, împăratul din Bulgaria
- Sancho III, rege al Navarrei
- Sanjo, împăratul Japoniei
- Sei Shōnagon, scriitor, o doamnă japoneză a Curții Regale
- Seonjong de Goryeo, regele din Coreea
- Shao Yong, istoric chinez, poet, filozof
- Shen Kuo, oficial, matematician, astronom, enciclopedist, zoolog, geolog, botanist, farmacolog, agronom, etnograf, inventator, inginer hidraulic, cartograf, general, diplomat, arheolog, muzician și poet
- Shengzong împăratul, conducător de nord-estul Chinei (dinastiei Liao)
- Shenzong împăratul, conducător de China
- Shirakawa, împăratul Japoniei
- Samuel Ibn Naghrela, savant evreu
- Sigrid arogantă soția, de Sweyn I a Danemarcei
- Sima Guang, cancelar și istoric
- Solomon Ibn Gabirol, filosof și poet evreu
- Somesvara I, domn al Chalukya
- Somesvara al II-lea, domnitorul Chalukya
- Sripati, matematician și astronom indian
- Ștefan I, rege al Ungariei
- Stephen IX, Papa
- Su Shi, celebru poet chinez, caligraf, pictor, scriitor de călătorie, farmacolog, și de stat
- Su Song, astronomul chinez, horologist, inginer mecanic, zoolog, botanist, mineralog, diplomat, cartograf, etc
- Sukjong a Goryeo, regele din Coreea
- Suleiman al II-lea, califul de Córdoba,
- Sveinn Hákonarson, Regele Norvegiei
- Sweyn I a Danemarcei, regele din Danemarca, Norvegia, Anglia
- Sylvester al II-lea, Papă, un astronom francez, matematician, orator, muzician, și filozof.
- Tāriqu L-Hakim bi-Amr al Lah, calif Fatimid
- Împărăteasa Teodora, împărăteasă bizantină
- Tostig Godwinson, Earl de Northumbria
- Tunka Manin, conducător al Imperiului Ghana
- Urban al II-lea, Papă
- Victor al II-lea, Papă
- Victor al III, Papă
- Vikramaditya VI, domnitorul a Chalukya Western Empire
- Virarajendra Chola, domnitorul Cholas
- Vladimir I al Kievului, domn al Rusiei Kievene
- Vladimir Monomakh al II-lea, domn al Rusiei Kievene
- Vsevolod I din Kiev, domnitor al Rusiei Kievene
- Wang Anshi, cancelar
- Wei Pu, astronom și matematician chinez
- Wen Tong, pictor chinez
- William de Champeaux, filozof francez și teolog
- William Cuceritorul, conducatorul de Normandia și Anglia
- William Fier Arm, membru proeminent al familiei Hauteville
- Wulfstan al II-lea, Arhiepiscopul de York
- Xingzong împăratul, conducător de nord-estul Chinei (dinastiei Liao)
- Xu Daoning, peisagist chinez
- Yaroslav I Înțeleptul -Tar al Rusiei Kievene
- Yingzong împăratul, conducător de China
- Yizong împăratul, conducător de nord-vestul Chinei (Xia de Vest)
- Yusuf Ibn Tashfin, domnitorul berber Almoravid
- Yusuf Balasaghuni, scrib turc
- Zhezong împăratul, conducător de China
- Zhenzong împăratul, conducător de China
- Zaynab-o Nafzawiyyat, soția lui Almoravid
- Gong Zeng, istoric chinez, scriitor de călătorie și poet
- Zhang Zeduan, peisagist chinez
- Zhou Dunyi, filozof chinez
- Zoe, împărăteasă bizantină

## Invenții, descoperiri
- Inventarea rachetelor militare de către chinezi
- pendulul (Ibn Yunus, Egipt)
- injecția cu seringă (Ammar ibn Ali al-Mawsili, Irak)[1]
- 1.000 - 1.009: astrolabul monumental al lui Ibn Yunus[2]
- 1.000 - 1.020: astrolabul heliocentric al lui Al-Sijzi
- 1.000 - 1.037: (Avicenna, Persia):
  -     - termometrul
    - distilarea fracționată, cu extragerea aromelor; aplicații în aromaterapie[3]
- 1.000 - 1.048:
  -     - astrolabul utilizat la realizarea de proiecții cartografice ortografice (Al-Biruni, Persia)
- Al-Zahrawi (Al-Andalus)[4]:
  -     - proceduri medico-chirurgicale: ligatura chirurgicală, anestezia orală, anestezie prin inhalații, extracție de cataractă[1]
    - consumabile: bandajul adeziv, catgut
    - instrumente chirurgicale: chiuretă, scalpel, retractor, spatulă etc.
    - îmbrăcămintea din bumbac[5]
- Al-Biruni, Persia:
  -     - astronomie: astrolabul ortografic, planisfera, hartă a stelelor, mecanism pentru calcularea pozițiilor aștrilor
    - instrumente de laborator: eprubeta, picnometrul, vasul conic de măsurat
- Alhazen:
  -     - oglinda parabolică, oglinda convexă, oglinda concavă, oglinda sferică
    - camera obscură
- oglinda din sticlă transparentă (Al-Andalus)[1]

## Decenii și ani
| Anii 990  | 990  | 991  | 992  | 993  | 994  | 995  | 996  | 997  | 998  | 999  |
| Anii 1000 | 1000 | 1001 | 1002 | 1003 | 1004 | 1005 | 1006 | 1007 | 1008 | 1009 |
| Anii 1010 | 1010 | 1011 | 1012 | 1013 | 1014 | 1015 | 1016 | 1017 | 1018 | 1019 |
| Anii 1020 | 1020 | 1021 | 1022 | 1023 | 1024 | 1025 | 1026 | 1027 | 1028 | 1029 |
| Anii 1030 | 1030 | 1031 | 1032 | 1033 | 1034 | 1035 | 1036 | 1037 | 1038 | 1039 |
| Anii 1040 | 1040 | 1041 | 1042 | 1043 | 1044 | 1045 | 1046 | 1047 | 1048 | 1049 |
| Anii 1050 | 1050 | 1051 | 1052 | 1053 | 1054 | 1055 | 1056 | 1057 | 1058 | 1059 |
| Anii 1060 | 1060 | 1061 | 1062 | 1063 | 1064 | 1065 | 1066 | 1067 | 1068 | 1069 |
| Anii 1070 | 1070 | 1071 | 1072 | 1073 | 1074 | 1075 | 1076 | 1077 | 1078 | 1079 |
| Anii 1080 | 1080 | 1081 | 1082 | 1083 | 1084 | 1085 | 1086 | 1087 | 1088 | 1089 |
| Anii 1090 | 1090 | 1091 | 1092 | 1093 | 1094 | 1095 | 1096 | 1097 | 1098 | 1099 |
| Anii 1100 | 1100 | 1101 | 1102 | 1103 | 1104 | 1105 | 1106 | 1107 | 1108 | 1109 |